# امطل
مطلّ بلدة مغربية ومركز جماعة مطل القروية التابعة لإقليم سيدي بنور في جهة الدار البيضاء سطات. يبلغ عدد سكان الجماعة 9،913 نسمة حسب إحصاء ذي القعدة 1435.